# フォーキーのコレって何?
『フォーキーのコレって何?』（原題：Forky Asks a Question）は、ピクサー・アニメーション・スタジオ製作による『トイ・ストーリー』の短編アニメーション。

## 概要
アメリカで「Disney+」にて独占配信されたオリジナル短編アニメ。『トイ・ストーリー4』のスピンオフかつ後日談とされ、知りたがりのフォーキーが仲間のオモチャたちに様々なことを質問する短編シリーズ。
監督および脚本（ナレーションも兼任）はボブ・ピーターソンが手懸けている。
日本ではDisney+のサービス開始日である2020年6月11日（木曜日）に『ボー・ピープはどこに?』と同時に第1話の配信を開始。第2話は翌週金曜日の6月19日に配信。以降、毎週金曜日に新エピソードを配信し、計10話を配信している。

## 登場キャラクター
フォーキー（Forky）
本作の主人公。ボニーの手作りオモチャで、本作のナビゲーター役としてハムやレックスを始めとするボニーの部屋のオモチャたちに様々の事柄について質問する。
リブ・ティクルズ（Rib Tickles）
本作にて初登場したペット取締局捜査官。『トイ・ストーリー4』に登場したギグル・マクディンプルズの相棒で、犬の姿をしたミニチュアのプラスチック製人形。なぜかボニーの家に移動しており、『4』に登場した獰猛な猫のドラゴンに呑み込まれた経験を持つ。

## 声の出演
| 役名                       | 役名                       | 原語版声優                   | 日本語吹替               |
| -------------------------- | -------------------------- | ---------------------------- | ------------------------ |
| フォーキー                 | フォーキー                 | トニー・ヘイル               | 竜星涼                   |
| ハム                       | ハム                       | ジョン・ラッツェンバーガー   | 咲野俊介                 |
| レックス                   | レックス                   | ウォーレス・ショーン         | 三ツ矢雄二               |
| ドーリー                   | ドーリー                   | ボニー・ハント               | 田中敦子                 |
| トリクシー                 | トリクシー                 | クリステン・シャール         | 許綾香                   |
| バターカップ               | バターカップ               | ジェフ・ガーリン             | ふくまつ進紗             |
| オールド・タイマー         | オールド・タイマー         | アラン・オッペンハイマー     | ふくまつ進紗             |
| リブ・ティクルズ           | リブ・ティクルズ           | アロマ・ライト               | 阿部彬名                 |
| チェアロル・バーネット     | チェアロル・バーネット     | キャロル・バーネット         | 阿部彬名                 |
| バイティ・ホワイト         | バイティ・ホワイト         | ベティ・ホワイト             | 清水はる香               |
| カール・ライネロセロス     | カール・ライネロセロス     | カール・ライナー             | 桜井敏治                 |
| メレファント・ブルックス   | メレファント・ブルックス   | メル・ブルックス             | 佐久間元輝               |
| 英国人俳優                 | 英国人俳優                 | ジェームズ・ブリンクリー     | 佐久間元輝               |
| お豆3兄妹                  | お豆3兄妹                  |                              | 新津ちせ 安藤紬 藤野蒼生 |
| ミスター・プリックルパンツ | ミスター・プリックルパンツ | ロビン・アットキン・ダウンズ | 落合弘治                 |
| ミスター・スペル           | ミスター・スペル           | ジェフ・ピジョン             | 落合弘治                 |
| ナレーション               | ナレーション               | ボブ・ピーターソン           | 落合弘治                 |

## 各話リスト
| 話数 | 邦題                  | 原題              | 脚本               | 監督               | 配信日          | 日本初配信日   |
| ---- | --------------------- | ----------------- | ------------------ | ------------------ | --------------- | -------------- |
| 1    | お金って何?           | What Is Money?    | ボブ・ピーターソン | ボブ・ピーターソン | 2019年 11月12日 | 2020年 6月11日 |
| 2    | 友達って何?           | What Is a Friend? | ボブ・ピーターソン | ボブ・ピーターソン | 11月15日        | 6月19日        |
| 3    | 芸術って何?           | What Is Art?      | ボブ・ピーターソン | ボブ・ピーターソン | 11月22日        | 6月26日        |
| 4    | 時間って何?           | What Is Time?     | ボブ・ピーターソン | ボブ・ピーターソン | 11月29日        | 7月3日         |
| 5    | 愛って何?             | What Is Love?     | ボブ・ピーターソン | ボブ・ピーターソン | 12月6日         | 7月10日        |
| 6    | コンピューターって何? | What Is Computer? | ボブ・ピーターソン | ボブ・ピーターソン | 12月13日        | 7月17日        |
| 7    | リーダーって何?       | What Is Leader?   | ボブ・ピーターソン | ボブ・ピーターソン | 12月20日        | 7月24日        |
| 8    | ペットって何?         | What Is Pet?      | ボブ・ピーターソン | ボブ・ピーターソン | 12月27日        | 7月31日        |
| 9    | チーズって何?         | What Is Cheese?   | ボブ・ピーターソン | ボブ・ピーターソン | 2020年 1月3日   | 8月7日         |
| 10   | 読むって何?           | What Is Reading?  | ボブ・ピーターソン | ボブ・ピーターソン | 1月10日         | 8月14日        |